# 양산 통도사 영산전
양산 통도사 영산전(梁山 通度寺 靈山殿)은 대한민국 경상남도 양산시 하북면, 통도사에 있는 조선시대의 불전이다. 2014년 6월 5일 대한민국의 보물 제1826호로 지정되었다.

## 개요
영산전은 통도사 하로전(下爐殿)의 중심 건물로 남향하여 자리잡고 있으며 그 전면의 좌우에는 극락전과 약사전이 놓여 있다. 영산전의 창건시기는 확실치 않으나 통도사성보박물관에 남아있는 “靈山殿天王門兩重創丹雘記文”(1716년)의 기문에는 1713년(숙종 39) 봄 어느 날 밤 화재로 영산전과 천왕문이 소실되었고, 1714년 任間淸印, 松谷正眼, 楓岩朗日, 禪岩致源등 4인의 대선사가 모연(募捐)하고 33명의 목수와 天悟, 最熏, 寂照, 智淳등 15명의 화승이 참여하여 중건하였음을 전하고 있다. 암막새 명문에 강희 53년 甲年(1714년)이라는 기록은 기문의 내용을 뒷받침하고 있다.
영산전은 전면 3칸, 측면 3칸의 다포계 맞배지붕 건물이다. 정면과 동측면의 기단은 지대석 위에 면석을 놓고 갑석을 덮어 마감한 형태이나 서측면과 배면의 기단은 근년에 수리하여 그 모습에 차이가 있으며 기단의 정면 중앙과 양 측면 앞쪽에는 계단이 놓여 있다. 창호는 정면과 배면에만 두고, 양 측면은 창호 없이 벽으로 폐쇄했다. 정면에는 매칸 사분합 정자살문이, 배면에는 두 짝의 띠살문이 달려 있다. 공포는 공간포의 수에 있어 전면과 배면이 차이를 보이는데, 정면 은 각 칸마다 3구가 배치되어 있으나 배면에는 2구가 놓여 있어 특징적이며, 이처럼 정면 각 칸에 3구씩의 공간포를 두는 것은 매우 드문 사례로 정면성을 강조하면서 불전의 장엄을 표현하기 위한 것으로 보인다. 또한 앙서형(仰舌形) 살미에는 연봉과 연화를 조각하는 수법으로 장식성을 표현했고 쇠서는 강직한 조선전기 쇠서에서 약화되는 과도기의 형태로 18세기 초 중건 당시 다포건축의 경향을 잘 보여준다.
영산전은 벽화가 매우 주목되는데 내부벽화로는 다보탑을 회화작품으로 표현한 <견보탑벽화>가있으며, 이 벽화는『법화경』「견보탑품」을 도해한 변상도로는 국내에서 유일한 것으로 예술적 가치도 뛰어난 귀중한 작품으로 평가받고 있다. 더불어 대들보에 매우 화려하게 자리한 황룡, 청룡그림 그리고 양류관음과 나한, 산수를 표현한 벽화들 그리고 이러한 화려한 장엄 속에 석가모니불, 영산회상도가 봉안되어 있으며, 그 주변으로 부처님의 일생을 여덟 장면으로 나누어 그린 팔상탱이 자리하고 있다.
영산전은 건축물 용도에 따른 불단 배치 및 벽화를 구성하기 위한 벽면구성, 반자의 구성 등에서 특징적이며, 상부가구와 공포형식 또한 18세기 초 불전의 특징을 잘 보여주고 있어 불교 건축사와 회화사 연구에 귀중한 학술적․역사적 가치를 지니고 있으므로 국가지정문화재인 보물로 지정가치가 충분하다.

## 지정 사유
1982년 8월 2일 경상남도의 유형문화재 제203호로 지정되었다가, 2014년 6월 5일 대한민국의 보물 제1826호로 지정되었고,  2014년 6월 26일 경상남도 유형문화재 지정 해제되었다.

## 같이 보기
- 양산 통도사 - 경상남도 기념물 제289호
- 양산 통도사 영산전 팔상도 - 보물 제1041호
- 양산 통도사 영산전 벽화 - 보물 제1711호

## 참고 자료
- 양산 통도사 영산전 - 국가유산청 국가유산포털